# Hyptia rufipes
Hyptia rufipes är en stekelart som först beskrevs av Fabricius 1804.  Hyptia rufipes ingår i släktet Hyptia och familjen hungersteklar. Inga underarter finns listade i Catalogue of Life.